# Resolutie 857 Veiligheidsraad Verenigde Naties
Resolutie 857 van de Veiligheidsraad van de Verenigde Naties werd unaniem goedgekeurd op 20 augustus 1993.

## Achtergrond
In 1980 overleed de Joegoslavische leider Tito, die decennialang de bindende kracht was geweest tussen de zes deelstaten van het land. Na zijn dood kende het nationalisme een sterke opmars en in 1991 verklaarde Bosnië en Herzegovina zich onafhankelijk. De Servische minderheid in het land kwam hiertegen in opstand en er brak een burgeroorlog uit, waarbij ze probeerden de Bosnische volkeren te scheiden. Tijdens die oorlog vonden massamoorden plaats waarbij tienduizenden mensen omkwamen. 
In 1993 werd het Joegoslavië-tribunaal opgericht, dat de oorlogsmisdaden die hadden plaatsgevonden moest berechten.

## Inhoud
De Veiligheidsraad:
- herinnerde aan de resoluties 808 en 827;
- overwoog de nominaties voor rechter van het internationale tribunaal die de secretaris-generaal ontving;
- bepaalde de volgende lijst met kandidaten in overeenstemming met artikel °13 van het Statuut van het internationale Tribunaal:

- Georges Abi-Saab
- Julio Barberis
- Raphael Barras
- Sikhe Camara
- Antonio Cassese
- Hans Axel Valdemar Corell
- Jules Deschênes
- Alfonso De Los Heros
- Jerzy Jasinski
- Heike Jung
- Adolphus Karibi-Whyte
- Valentin Kisilev

- Germain Le Foyer De Costil
- Li Haopei
- Gabrielle Kirk McDonald
- Amadou N'Diaye
- Daniel David Ntanda Nsereko
- Elizabeth Odio Benito
- Huseyin Pazarci
- Moragodage Christopher Walter Pinto
- Rustam Sidhwa
- Ninian Stephen
- Lal Chand Vohrah

## Verwante resoluties
- Resolutie 847 Veiligheidsraad Verenigde Naties
- Resolutie 855 Veiligheidsraad Verenigde Naties
- Resolutie 859 Veiligheidsraad Verenigde Naties
- Resolutie 869 Veiligheidsraad Verenigde Naties

Lijst ·  800 ·  801 ·  802 ·  803 ·  804 ·  805 ·  806 ·  807 ·  808 ·  809 ·  810 ·  811 ·  812 ·  813 ·  814 ·  815 ·  816 ·  817 ·  818 ·  819 ·  820 ·  821 ·  822 ·  823 ·  824 ·  825 ·  826 ·  827 ·  828 ·  829 ·  830 ·  831 ·  832 ·  833 ·  834 ·  835 ·  836 ·  837 ·  838 ·  839 ·  840 ·  841 ·  842 ·  843 ·  844 ·  845 ·  846 ·  847 ·  848 ·  849 ·  850 ·  851 ·  852 ·  853 ·  854 ·  855 ·  856 ·  857 ·  858 ·  859 ·  860 ·  861 ·  862 ·  863 ·  864 ·  865 ·  866 ·  867 ·  868 ·  869 ·  870 ·  871 ·  872 ·  873 ·  874 ·  875 ·  876 ·  877 ·  878 ·  879 ·  880 ·  881 ·  882 ·  883 ·  884 ·  885 ·  886 ·  887 ·  888 ·  889 ·  890 ·  891 ·  892